# Fejervarya sakishimensis
Fejervarya sakishimensis är en groddjursart som beskrevs av Matsui, Toda och Hidetoshi Ota 2007. Fejervarya sakishimensis ingår i släktet Fejervarya och familjen Dicroglossidae. Inga underarter finns listade i Catalogue of Life.